# 松平敬
松平 敬 (まつだいら たかし)は、日本のバリトン歌手である。

## 経歴
愛媛県宇和島市出身。東京藝術大学を卒業後、同大学院を修了する。2000年より、ドイツのキュルテンで開催される、作曲家、カールハインツ・シュトックハウゼンの講習会に参加し、彼の作品の作曲技法や演奏法を学ぶ。
その後、シュトックハウゼンやクセナキスなどの作品の日本初演や、湯浅譲二、西村朗などの日本人作曲家の新作の初演などを担当した。
2006年にチューバ奏者の橋本晋哉と現代音楽ユニット「低音デュオ」を結成し活動している。
2021年3月、現在は文教大学、聖徳大学で講師を務めている。日本声楽アカデミー会員。

## 受賞歴
- 第19回佐治敬三賞[7]

## 著作
- 『シュトックハウゼンのすべて』アルテスパブリッシング、2019年2月25日。ISBN 4865591931。